# Б-40
Б-40 (К-72, Б-372) — советская дизель-электрическая подводная лодка с баллистическими ракетами проекта 629, 629А, построенная в 1959 году и входившая в состав Северного и Балтийского флота до 1989 года.

## История строительства
16 декабря 1957 года Б-40 заложена как большая ПЛ с баллистическими ракетами в Северодвинске на ССЗ №-402 (с 9 сентября 1959 года «Северное машиностроительное предприятие»), на основании Постановления Совета Министров СССР от 1955 года, заводской № 802, цех № 50. Главный конструктор — Н. Н. Исанин (ЦКБ-16 «Малахит»). Б-40 вооружалась тремя боевыми ракетами Р-11ФМ комплекса Д-1 по причине неготовности ракетного комплекса Д-2.
2 августа 1958 года зачислена в списки кораблей ВМФ. В 1958 году сформирован экипаж на базе 140-й ОБрПЛ СФ и отправлен в Северодвинск в состав 339-й отдельной бригады строящихся и ремонтирующихся подводных лодок Беломорской флотилии.
12 апреля 1959 года Б-40 спущена на воду. 30 ноября 1959 года Б-40 сдана флоту. Командир — капитан 3 ранга Борисеев Н. С. Председатель комиссии государственной приемки — капитан 1 ранга Краснов Е. А., ведущий военпред — ст.л-т Дубовиченко И. В., ответственный сдатчик — Белопольский А. С., сдаточный механик — Белов А. П.

## История службы
21 января 1960 года Б-40 вступила в строй ВМФ СССР, вошла в состав 140-й Отдельной бригады ПЛ ПС Северного флота с базированием в губе Оленья (Мурманская область). В 1960 году выполнила дальний поход на полную автономность. 16 июня 1960 года отнесена к разряду крейсерских ПЛ, переименована в К-72. В 1960 году участвовала в учениях по отработке одновременного пуска боевых ракет Р-11ФМ. 15 июня 1961 года К-72 перечислена в состав 16-й дивизии 12-й эскадры подводных лодок Северного флота с базирванием на губу Оленья.
В 1962 году на СРЗ «Звёздочка» прошла дооборудование под ракетный комплекс Д-2, получила три ракеты Р-13. 20 мая 1966 года отнесена к подклассу больших подводных лодок. В 1968 году выполнила задачи боевой службы со вторым экипажем однотипной подводной лодки К-110 (командир капитан 2 ранга Магаршак М. Б., старший на борту — заместитель командира дивизии капитан 1 ранга Караваев Б. А.), по окончании успешно выполнила ракетную стрельбу. В 1969 году выполняла задачи боевой службы. 26 декабря 1969 года встала на СРЗ «Звёздочка» для модернизации по проекту 629А с установкой ракетного комплекса Д-4 с тремя ракетами Р-21 подводного старта и установкой вытяжной буксируемой акустической антенны «Параван». На время модернизации входила в состав 203-й отдельной бригады подводных лодок. 25 декабря 1972 года вступила в строй после ремонта. Ответственный сдатчик — И. Г. Константинов, сдаточный механик — В. Ф. Игнатьев.
С 1 сентября по 9 ноября 1974 года находилась на боевой службе в западной части Атлантического океана. При возвращении в базу попала в сети норвежских рыбаков. 14 октября 1976 года назначена для перебазирования на Лиепайскую военно-морскую базу. Проведена надводным межфлотским переходом вокруг Скандинавии в группе с однотипной К-93 под командованием командира второго экипажа К-110 капитана 1 ранга Огнева С. А.
С 10 марта по 7 мая 1977 года К-72 на боевой службе в Балтийском море (старший — заместитель командира дивизии капитан 1 ранга Огнев С. А.).
25 июля 1977 года К-72 переведена в подкласс больших подводных лодок, получила наименование Б-372. 5-16 сентября 1977 года принимала участие в командно-штабных учениях 14-й Эскадры ПЛ «Фонд-77». С 3 ноября по 28 декабря 1977 года находилась на боевой службе в Балтийском море. С 10 августа по 6 октября 1978 года находилась на боевой службе в Балтийском море.
В 1988 году последней из подводных лодок 16-й дивизии выполнила задачи боевой службы в Балтийском море.
30 мая 1989 года Б-372 по условиям советско-американского договора «ОСВ-1» исключена из состава ВМФ СССР в связи со сдачей в отдел фондового имущества для демонтажа и реализации.
1 сентября 1989 года разоружена и отбуксирована из Зимней в Военную гавань в Лиепае, поставлена на отстой у пирса № 16. 31 октября 1989 года командиром Б-142 капитаном 1 ранга Юговым А. И. на Б-372 был торжественно спущен военно-морской флаг.
1 ноября 1989 года расформирован экипаж. В 1991 году ПЛ затонула у пирса в результате разграбления и демонтажа донно-запорной арматуры. В 1994 году при выводе российских войск оставлена у пирса № 16 г. Лиепая (Латвия) в полузатопленном состоянии согласно контракта № 148/8/14 СЗГВ.
Летом 1997 года корпус ПЛ был продан немецкой компании BMG на металл и поднят в июне-августа 1997 года латвийской частной фирмой «Oprons Shipping». В 1998—1999 годах Б-372 была разделана на металл в сухом доке СРЗ ООО «Тосмаре» и отправлена в Германию на переплавку.

## Командиры
- 09.1958 — 17.12.1962: Борисеев Н. С.
- 1963—1967: Толоконский А. М.
- 1970—1975: Тимоховский Б. А.
- 1975—1976: Огнев С. А.
- 1976—1978: Закржевский В. В.
- 1978-11.1981: Бобровский В. А.
- 24.11.1981-05.03.1983: Корнилов А. И.
- 03.1983-1986: Федоров В. Д.
- 1986-05.1989: Литвинов А. И.